# Andrzej Grygołowicz
Andrzej Grygołowicz (ur. 18 stycznia 1939 w Poznaniu) – siatkarz, trener AZS Olsztyn, działacz sportowy.

## Życiorys
Do szkoły podstawowej uczęszczał w latach 1945–1952 w Wągrowcu. W młodości uprawiał prawie wszystkie dyscypliny sportowe, rozpoczynając od lekkoatletyki, za wzorem swojego ojca, byłego długodystansowca przedwojennego AZS Poznań i powojennej Warty Poznań. W tym czasie coraz bardziej zaczęły go pociągać gry zespołowe. Naukę w szkole średniej rozpoczął w Liceum Ogólnokształcącym w Wągrowcu, następnie przeniósł się do VI Liceum Ogólnokształcącego im. J. Paderewskiego w Poznaniu, które ukończył w 1957. W czasie nauki szkolnej trenował lekkoatletykę i koszykówkę w Warcie Poznań, był także reprezentantem szkoły we wszystkich grach zespołowych.
W czasie nauki w szkole średniej zetknął się z Hubertem Jerzym Wagnerem, który uczęszczał do sąsiedniego ówczesnego III Liceum Ogólnokształcącego im. M. Kasprzaka w Poznaniu i również występował w rozgrywkach międzyszkolnych. Później spotykali się już jako trenerzy Legii Warszawa i AZS-u Olsztyn.
Pierwszym klubem, gdzie trenował i grał w siatkówkę była Nielba Wągrowiec. Od 1958 występował w AZS Poznań, jako student Wydziału Technologii Rolno-Spożywczej ówczesnej Wyższej Szkoły Rolniczej w Poznaniu. Od 1960 studiował na ówczesnej Wyższej Szkole Rolniczej w Olsztynie i jako zawodnik AZS Olsztyn (1960–1972) reprezentował swój klub we wszystkich klasach rozgrywkowych, od klasy międzywojewódzkiej do ekstraklasy włącznie.
Po ukończeniu studiów w 1964 podjął pracę na Akademii Rolniczo-Technicznej w charakterze asystenta i starszego asystenta w Katedrze Ekonomiki i Organizacji Przemysłu (1964–1980). Pracę dydaktyczno-naukową łączył z występami w drużynie AZS, a następnie pracą trenerską.
W latach 1967 i 1968 Andrzej Grygołowicz zdobył z drugim zespołem AZS Olsztyn dwukrotnie mistrzostwo ligi międzywojewódzkiej. W 1978 ukończył Studium Trenerskie na AWF w Krakowie, otrzymując zawodowy tytuł trenera drugiej klasy w piłce siatkowej. W latach 1981–2005 pracował w Studium Wychowania Fizycznego i Sportu na stanowisku starszego wykładowcy, a później na stanowisku z-cy kierownika ds. sportu. Od 1992 jest trenerem klasy mistrzowskiej.
Jest mężem Elżbiety i ojcem Grzegorza Grygołowicza, tenisisty i trenera.

## Praca trenerska
Od 1969 zajmuje się szkoleniem juniorów, którzy docierają po raz pierwszy w historii AZS Olsztyn do finału mistrzostw Polski w 1974 zajmując piąte miejsce.
W swojej karierze trenerskiej w I lidze trener Andrzej Grygołowicz zdobył w sumie 13 medali i trzykrotnie Puchar Polski.
Z zespołem I ligi siatkówki związany był od 1974 jako drugi trener, zdobywając w tym czasie dwukrotnie Mistrzostwo Polski, dwukrotnie wicemistrzostwo, raz brązowy medal oraz wicemistrzostwo Europy w Klubowym Pucharze Zdobywców Pucharów (1978).
W latach 1979–1985 Andrzej Grygołowicz pełnił obowiązki pierwszego trenera oraz trenera kadry uniwersjady, zdobywając w tym czasie w mistrzostwach Polski trzykrotnie brązowe medale, raz srebrny oraz Puchar Polski. W latach 1985–1988 pracował jako trener siatkówki kobiet z pierwszoligowymi drużynami francuskimi. W latach 1989–1990 był szefem szkolenia w AZS Olsztyn. W 1990 został pierwszym trenerem siatkarzy AZS Olsztyn. Zdobył dwukrotnie mistrzostwo Polski i Puchar Polski (1991, 1992) oraz wicemistrzostwo Polski (1993)
Akademicka reprezentacja Polski oparta na zawodnikach AZS Olsztyn, zdobyła w 1991 złoty medal na Uniwersjadzie w Sheffield, zaś w 1993 trzech zawodników AZS Olsztyn reprezentuje Polskę na Uniwersjadzie w Buffalo w USA, zajmując drugie miejsce.
W latach 1994–1995 z beniaminkiem ekstraklasy, Morzem Szczecin zdobył czwarte miejsce w lidze, w latach 1996–1998 trenował zespół Avii Świdnik i wprowadził go do pierwszej ligi.
Od 1998 kontynuował pracę jako drugi trener z zespołem AZS Olsztyn, awansując w 1999 roku do ekstraklasy. Pracę w ekstraklasie zakończył w 2005.
Wielu trenowanych przez Andrzeja Grygołowicza zawodników było olimpijczykami, członkami kadry narodowej i uniwersjadowej.
Po przejściu na emeryturę w 2005 pracował z siatkarzami AZS Olsztyn, zdobywając w 2007 roku mistrzostwo Polski juniorów.
Od 2007 prowadzi II ligowy zespół AZS UWM Olsztyn.

## Osiągnięcia

### Mistrzostwa Polski
- 2. miejsce: 1980,
- 3. miejsce: 1982,
- 3. miejsce: 1983,
- 3. miejsce: 1985,
- 1. miejsce: 1991,
- 1. miejsce: 1992,
- 2. miejsce: 1993,

### Puchar Polski
- 1. miejsce: 1982,
- 2. miejsce: 1983,
- 1. miejsce: 1991,
- 1. miejsce: 1992,

## Praca społeczna
Oprócz pracy trenerskiej Andrzej Grygołowicz pracował społecznie jako działacz sportowy:
- 1979–1978, 1998–2006 – członek Zarządu AZS Olsztyn
- 1982–1984 – członek Zarządu Głównego AZS
- 1997–2000 – członek Senatu ART UWM
- 1998–2004 – wiceprezes Zarządu Olsztyńskiego Związek Piłki Siatkowej
- 2009–2015 – członek zarządu Warmińsko-Mazurskiego Związek Piłki Siatkowej
- 2009–2015 – przewodniczący sądu koleżeńskiego Ośrodka AZS Olsztyn

## Nagrody i wyróżnienia
- Złota Odznaka AZS (1968)
- Srebrny Krzyż Zasługi (1983)
- Medal Polskiego Komitetu Olimpijskiego (1984)
- Złoty Krzyż Zasługi (1989)
- Złota Odznaka PZPS (1984)
- Nagroda im. Eugeniusza Piaseckiego (2001)
- Godność członka honorowego AZS (2002)
- Medal 80-lecia PZPS (2008)
- Złota Odznaka „Za Zasługi dla Sportu” (Ministerstwo Nauki i Szkolnictwa Wyższego) (2011)
- Odznaka Honorowa za Zasługi dla Województwa Warmińsko-Mazurskiego (2014)
- Honorowa Odznaka Szkoły ART w Olsztynie (1984)
- Medalem Zasłużony dla Uczelni ART w Olsztynie (1989)

Za osiągnięcia sportowe i wychowawcze trener Andrzej Grygołowicz został dwukrotnie laureatem plebiscytu na najlepszego trenera środowiska akademickiego w Polsce (1979, 1982).